# زبان‌های ژرمنی غربی

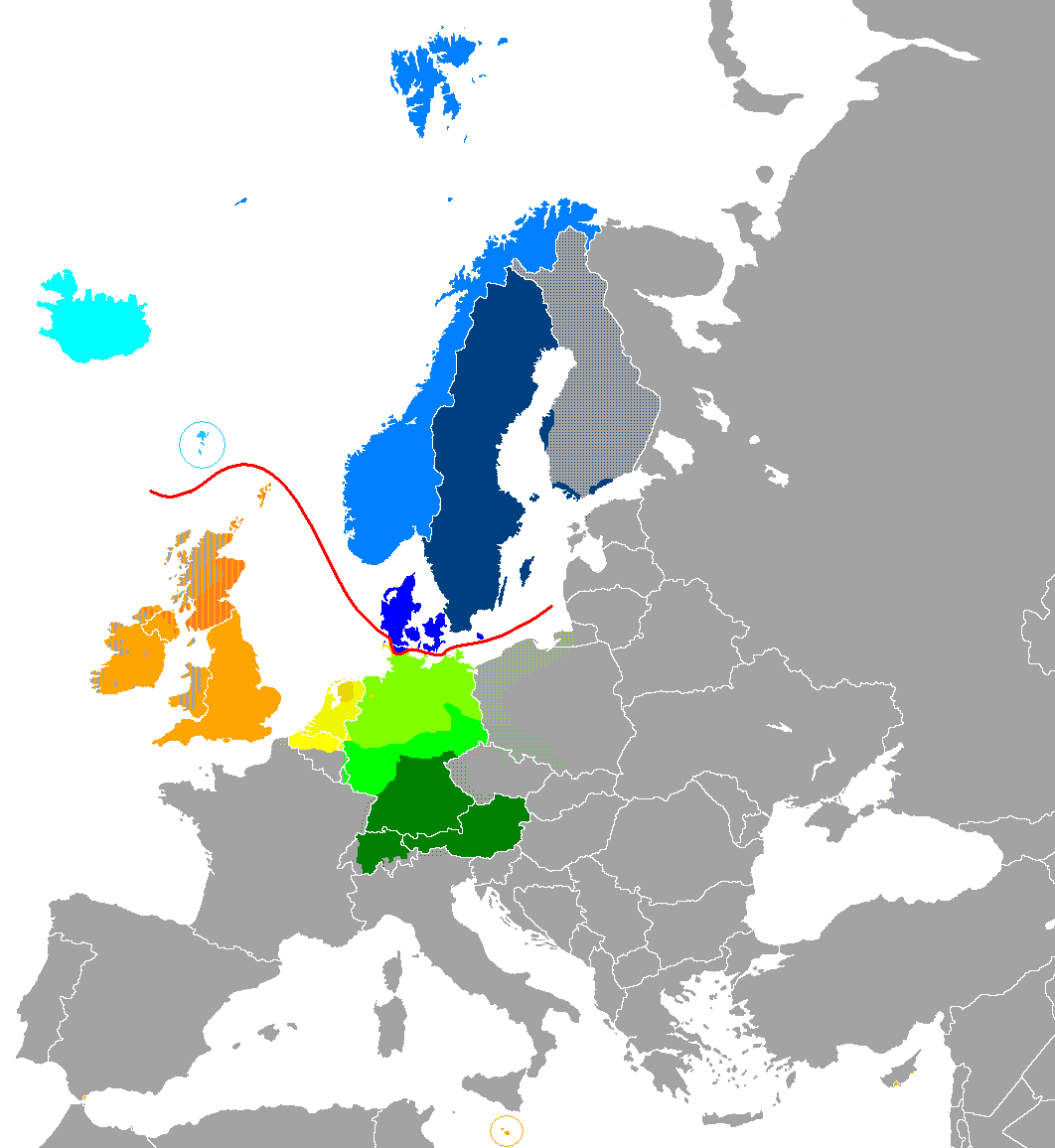
زبان‌های ژرمنی غربی
هلندی (فرانکنی پایین، ژرمنی غربی)
آلمانی پایین (ژرمنی غربی)
آلمانی میانه (آلمانی ادبی، ژرمنی غربی)
آلمانی بالا (آلمانی ادبی، ژرمنی غربی)
انگلیسی (انگلو-فریزی، ژرمنی غربی)
فریزی (انگلو-فریزی، ژرمنی غربی)
زبان‌های ژرمنی شمالی
اسکاندیناویایی شرقی
اسکاندیناویایی غربی
خط جداکننده زبان‌های ژرمنی شمالی و غربی

زبان‌های ژرمنی غربی(باختری) بزرگ‌ترین شاخه از خانواده زبان‌های ژِرمنی را تشکیل می‌دهند و این شاخه شامل زبان‌های آلمانی، انگلیسی، هلندی، آفریکانس، فریزی و ییدیش می‌باشد.
بیشتر اعضای خانواده زبان‌های ژرمنی تشکیل زنجیره گویشی می‌دهند. آشکار ساختن تفاوت میان زبان‌هایی که از نظر جغرافیایی در کنار یکدیگرند آسان نیست و معمولاً این زبان‌ها متقابلاً قابل فهم اند، اما هرچه فاصله مکانی میان این زبان‌ها بیشتر می‌شود این همانندی‌ها کاهش می‌یابد.
- آنگلو-فریزی
  - زبان‌های آنگلی
    - اسکاتس
    - انگلیسی
    - زبان یولا (ازمیان رفته)

  - زبان‌های فریزی
- زبان‌های آلمانی سفلا
  - ساکسون پایین شمالی
- فرانکی سفلا
  - هلندی
    - آفریکانس
- آلمانی علیا
  - آلمانی
  - آلمانیش
  - اتریشی-باواریایی
  - لوکزامبورگی
  - ویلامووی
  - ییدیش